# Ventilago cristata
Ventilago cristata är en brakvedsväxtart som beskrevs av Jean Baptiste Louis Pierre. Ventilago cristata ingår i släktet Ventilago och familjen brakvedsväxter. Inga underarter finns listade i Catalogue of Life.